# Robert Blalack

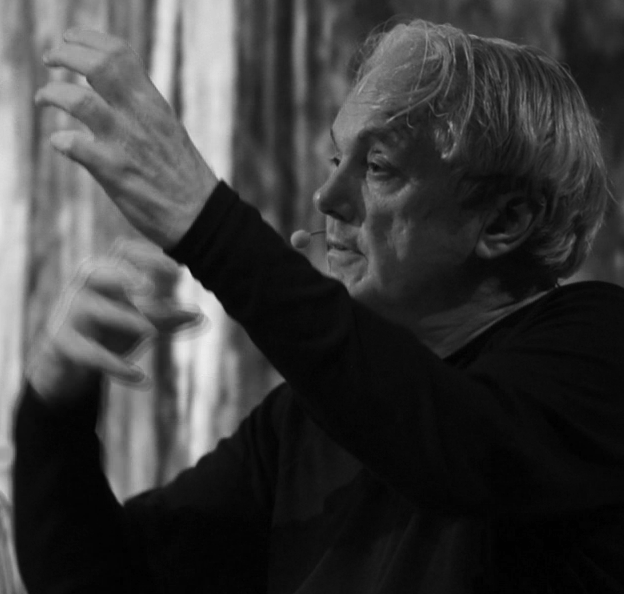
Robert Blalack bei der französischen Cinemathèque (2015)

Robert „Robbie“ Blalack (* 9. Dezember 1948 in der Panamakanalzone, Panama; † 2. Februar 2022 in Paris, Frankreich) war ein mit dem Oscar prämierter, in Panama geborener, US-amerikanischer Filmtechniker, der sich auf visuelle Effekte spezialisiert hatte.

## Leben
Nach seinem Abschluss an der St Paul’s School arbeitete Blalack schon bald an dem ersten Star-Wars-Film Krieg der Sterne, für den er zusammen mit John Stears, John Dykstra, Richard Edlund und Grant McCune den Oscar in der Kategorie Beste visuelle Effekte erhielt, was bisher auch sein größter Erfolg geblieben ist. Seine letzte Arbeit im Filmgeschäft war die Regie für den Film Akbar’s Adventure Tours im Jahr 1998, eine Abenteuerkomödie mit Martin Short und Eugene Levy in den Hauptrollen.
Blalack starb Anfang Februar 2022 in seinem Zuhause in Paris im Alter von 73 Jahren an den Folgen einer Krebserkrankung.

## Filmografie (Auswahl)
Visuelle Effekte:
- 1975: American Killer (One by One)
- 1977: Star Wars: Episode IV – Eine neue Hoffnung (Star Wars)
- 1979: Meteor
- 1980: Blues Brothers (The Blues Brothers)
- 1980: Die unglaubliche Reise in einem verrückten Flugzeug (Airplane!)
- 1980: Unser Kosmos (Cosmos) (12 Folgen)
- 1980: Der Höllentrip (Altered States)
- 1981: Herzquietschen (Heartbeeps)
- 1981: Wolfen
- 1982: Katzenmenschen (Cat People)
- 1982: Der große Zauber (The Escape Artist)
- 1982: Der Typ mit dem irren Blick (Zapped!)
- 1983: Xin shu shan jian ke
- 1983: Der weiße Hai 3-D (Jaws 3-D)
- 1983: Get Crazy
- 1983: The Day After – Der Tag danach (The Day After)
- 1983: Sein oder Nichtsein (To Be or Not to Be)
- 1985: Der Tanz des Drachen (The Last Dragon)
- 1987: Die Zeitfalle (Timestalkers)
- 1987: RoboCop
- 1992: Freejack – Geisel der Zukunft (Freejack)
- 1992: Fortress – Die Festung (Fortress)
- 1994: Der Tod und das Mädchen (Death and the Maiden)

Regie:
- 1998: Akbar’s Adventure Tours

## Auszeichnungen
- 1978: Oscar: Auszeichnung in der Kategorie Beste visuelle Effekte für Krieg der Sterne